# 卢森堡足球乙级联赛
卢森堡足球乙级联赛（法語：2. Division）是卢森堡足球联赛体系中的第4级别联赛。 